# باركر (فلم 2013)
باركر (بالإنجليزية: Parker) فيلم أمريكي إصدار عام 2013
الفيلم من بطولة جيسون ستاثام وجينيفر لوبيز ومن إخراج تايلور هاكفورد.

## القصة
اللص باركر «جيسون ستانهام» الفريد من نوعه، الذي يسرق طبقا لقوانينه الخاصة، فهو لا يسرق الفقراء، ولا يقوم بإيذاء أحد لا يستحق الإيذاء، وإنما يقوم بسرقه الأثرياء ذو الثراء الفاحش. في إحدى المهمات ينقلب زملاؤه عليه ويحاولون قتله والإستيلاء على نصيبه، لكنه ينجو بإعجوبة ويقرر الانتقام منهم جميعا والحصول على أمواله، وذلك بمساعده امرأة تدعى ليزلي مقابل مبلغ من المال.

## فريق العمل
- جيسون ستاثام بدور باركر
- جينيفر لوبيز بدور ليسلي رودجرز
- مايكل تشيكلس ميلاندر
- وندل بيرس كارلسون

## وصلات خارجية
- مقالات تستعمل روابط فنية بلا صلة مع ويكي بيانات